# Ufuk Süer
Ufuk Süer (* 8. September 1972 in Izmir, Türkei) ist ein ehemaliger türkischer Fußballspieler und -trainer.

## Spielerkarriere

### Verein
Ufuk Süer begann mit dem Vereinsfußball in der Jugendabteilung von Marmarisspor. 1992 wurde er beim damaligen Drittligisten in den Kader des Profiteams aufgenommen. Nachdem er hier bis zum Sommer 1995 aktiv gewesen war, wechselte er zum damaligen Zweitligisten Bucaspor. Hier spielte er eine erfolgreiche Saison. So wurde auch der damalige Nationaltrainer Fatih Terim auf ihn aufmerksam und nominierte den Zweitligaspieler. Zum Sommer 1996 wechselte er zum Istanbuler Spitzenklub Beşiktaş Istanbul. Hier spielte er nur eine Saison und wurde die restlichen vier Spielzeiten an diverse Vereine der unteren türkischen Ligen ausgeliehen.
Mit dem Auslaufen seines Vertrages zum Sommer 2001 wechselte er zum Zweitligisten Turgutluspor. Süer spielte ein Jahr für Turgutluspor und beendete dann seine aktive Profifußballerlaufbahn.

### Nationalmannschaft
Für das anstehende Freundschaftsspiel vom 9. April 1996 gegen die Aserbaidschanische Nationalmannschaft lud der damalige türkische Nationalcoach Fatih Terim zu Testzwecken mehrere junge Spieler in den Kader der türkischen Nationalmannschaft ein. Neben solchen Spielern wie İlhan Sancaktar, Selahattin Özbir, Vedat İnceefe, Vedat Vatansever und Hakan Şimşek gehörte auch Sancaktar zu den neu nominierten Spielern. In dieser Partie wurde er in der 46. Minute eingewechselt und absolvierte sein erstes und einziges Länderspiel.

## Trainerkarriere
Nach dem Ende seiner Spielerkarriere begann Süer als Trainer zu arbeiten. Er betreute seit 2007 die Nachwuchsabteilungen diverser Amateurklubs.